# Адольф Нассау-Висбаден-Идштейнский (1353—1390)
Адольф Нассау-Висбаден-Идштейнский (нем. Adolf von Nassau-Wiesbaden-Idstein; 1353 — 6 февраля 1390, Хайлигенштадт) — князь-епископ Шпейера (1371—1388) и архиепископ Майнца (1381—1390; под именем Адольф I).

## Биография
Адольф был сыном графа Адольфа I Нассау-Висбаден-Идштейнcкого и правнуком короля Адольфа Нассауского. Учился в Падуе и Болонье юриспруденции.
В возрасте 18 лет Адольф стал епископом Шпейера (с 1371 по 1388 год) и спустя два года, в 1373 году, Коллегией духовников был избран архиепископом Майнца. Однако папа Григорий XI назначил архиепископом Майнца епископа Бамберга Людвига Мейссенского, сына маркграфа Мейсена. Это привело к многолетнему военному противостоянию, в котором на сторону Людвига Мейсенского стали император Карл IV, его сын Венцель, три маркграфа Мейсена (братья Людвига) и ландграф Генрих II Гессенский. В свою очередь Адольфа Нассауского поддержала коалиция других князей и графов, в том числе герцог Отто Брауншвейг-Геттингенский, граф Иоганн Нассау-Дилленбургский, граф Генрих VI Вальдекский и граф Готфрид VIII Цигенхайнский. Противостояние привело, в частности, в 1375 и 1377—1378 годах к открытой борьбе, прежде всего это коснулось земель Тюрингии и майнцского Айхсфельда.
Только после смерти Григория XI в 1378 году, которая привела к так называемому Великому западному расколу, стало возможным соглашение 1381 года относительно владений Майнцского епископата. Псевдопапа Климент VII в 1379 году подтвердил назначение Адольфа архиепископом и к 1380 году назначил его администратором Шпейера. Поскольку король Венцель, наследник Людвига, лишил Адольфа поддержки, отказавшись в 1381 году от затеи завладеть Майнцем, папа Урбан VI в качестве компенсации назначил его архиепископом Магдебурга. Теперь, признанный королём Венцелем и двумя папами, в 1381 году Адольф стал архиепископом Майнца. Тем не менее, знаки архиепископской власти (регалии) были переданы Адольфу Венцелем в итоге только после смерти Людвига в 1382 году. От предложения папы в 1384 году стать кардиналом он отказался.
Адольф Майнцский отныне стоял во главе коалиции князей, которые стремились усилить свою власть против царя и города. Для увеличения территориальных владений Майнцского курфюршества он вёл множество распрей с графством Гессен. Среди прочих противостояния были профинансированы процентщицей Райнеттой.
24 января 1390 года Адольф основал Эрфуртский университет. Через две недели он скончался.